# Caroline Ven
Caroline Ven (Lommel, 11 december 1971) is een Belgische econoom en bestuurder. Sinds 2020 is ze CEO van de farmaceutische koepelorganisatie pharma.be.

## Levensloop
Caroline Ven behaalde een master in de economische wetenschappen aan de UFSIA in Antwerpen en een master in e-business aan de Antwerp Management School. Na haar studies werd ze econoom op de studiedienst van de Kredietbank (later KBC) en het departement Economie van het Verbond van Belgische Ondernemingen (VBO), waar ze in 2002 directeur werd.
In 2008 werd ze kabinetschef van premiers Yves Leterme en Herman Van Rompuy (CD&V). In januari 2011 werd ze in opvolging van Johan Van Overtveldt CEO van het Verbond van Katholieke Werkgevers (VKW, later ETION). In april 2016 verliet ze ETION. Ven bleef namens de werkgeversorganisatie van april tot september 2016 wel voorzitter van de raad van bestuur van HR-dienstverlener Acerta. In februari 2018 werd ze CEO van de Blauwe Cluster, een organisatie die duurzame en innovatieve partnerships aanmoedigt tussen bedrijven in de blauwe economie. In september 2020 werd ze door Marc Nuytemans opgevolgd. In oktober 2020 volgde ze Catherine Rutten als CEO van de farmaceutische koepelorganisatie pharma.be op.
Van 2012 tot 2018 was Ven lid van de raad van bestuur van bpost en het Vlaams Energiebedrijf en van 2017 tot 2022 van de Vlaamse Instelling voor Technologisch Onderzoek. Sinds 2016 is ze lid van de raad van bestuur van de Bank J. Van Breda en Co.
In november 2016 richtte zet met publicist Paul Huybrechts Ticket 2 the Future op, een bedrijf voor vermogensbeheer.